# Torre del silencio de Yazd
Las torres del silencio de Yazd o Dakhmeh-ye Zartoshtiyun son unas torres del silencio propias del culto zoroastriano situadas sobre dos cerros al sur de la ciudad de Yazd en Irán.
Las torres se utilizaron hasta los años 70 del siglo XX cuando el gobierno iraní impuso el cierre y la modificación del culto. Las torres se utilizaron durante siglos para la destrucción de los cuerpos de los difuntos por parte de las aves, dado que según la religión zoroastriana así se liberaba el alma del cuerpo.
Las torres consisten de altos muros con una fosa circular en el interior donde se depositaban los cadáveres para su descomposición a manos de la naturaleza.
Bajo a las torres se encuentra el cementerio zoroastriano.
En el área es posible ver un āb anbār (cisterna de agua) así como restos de un antiguo asentamiento.

## Galería

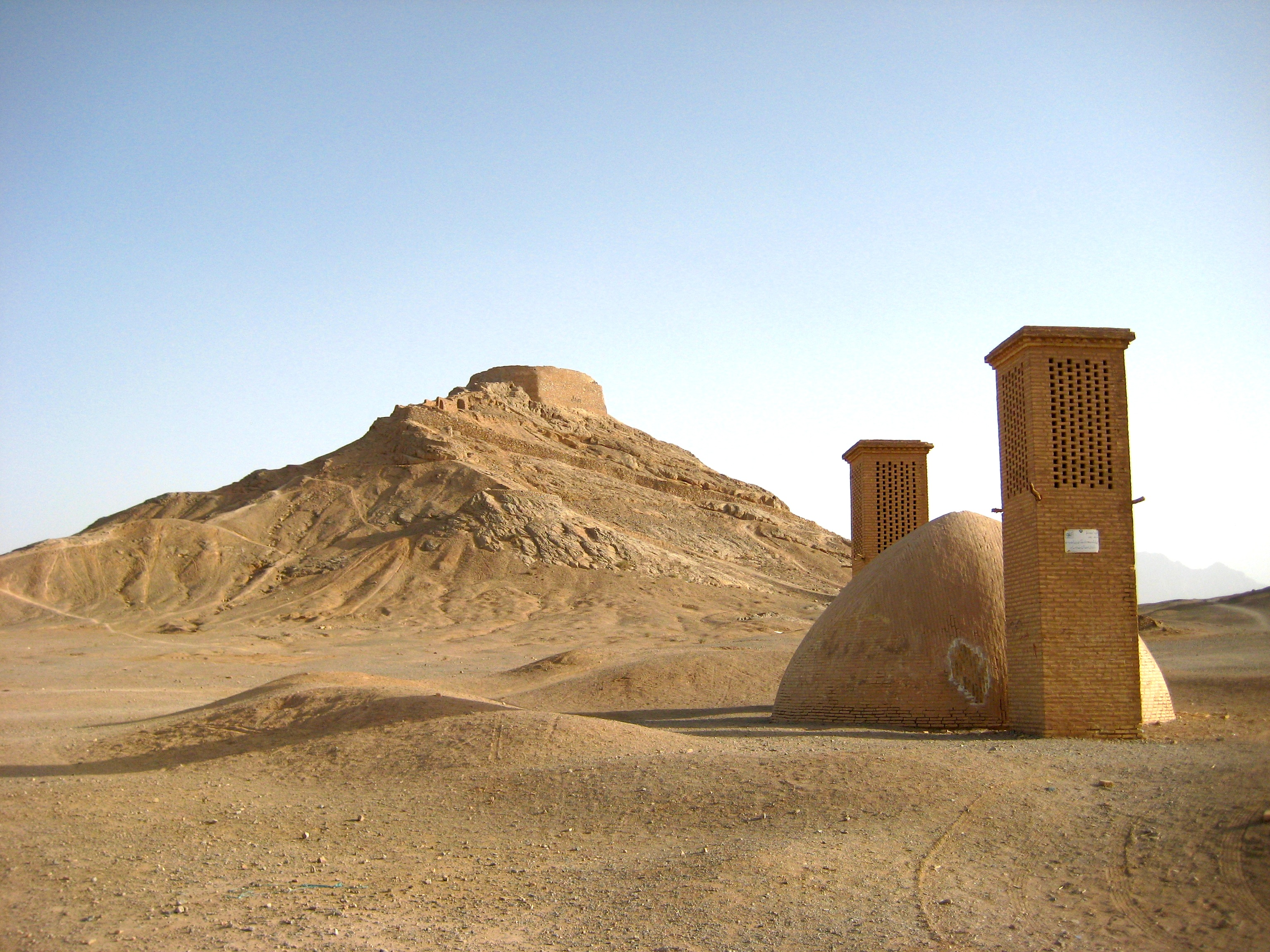
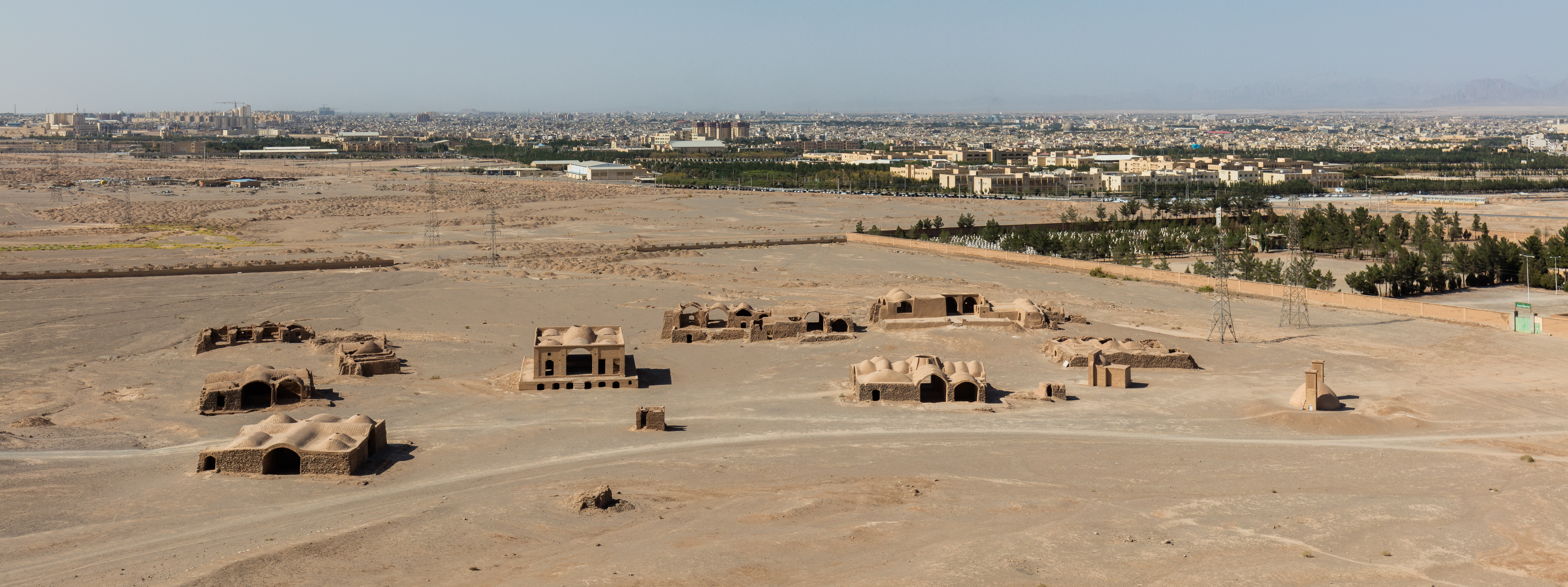
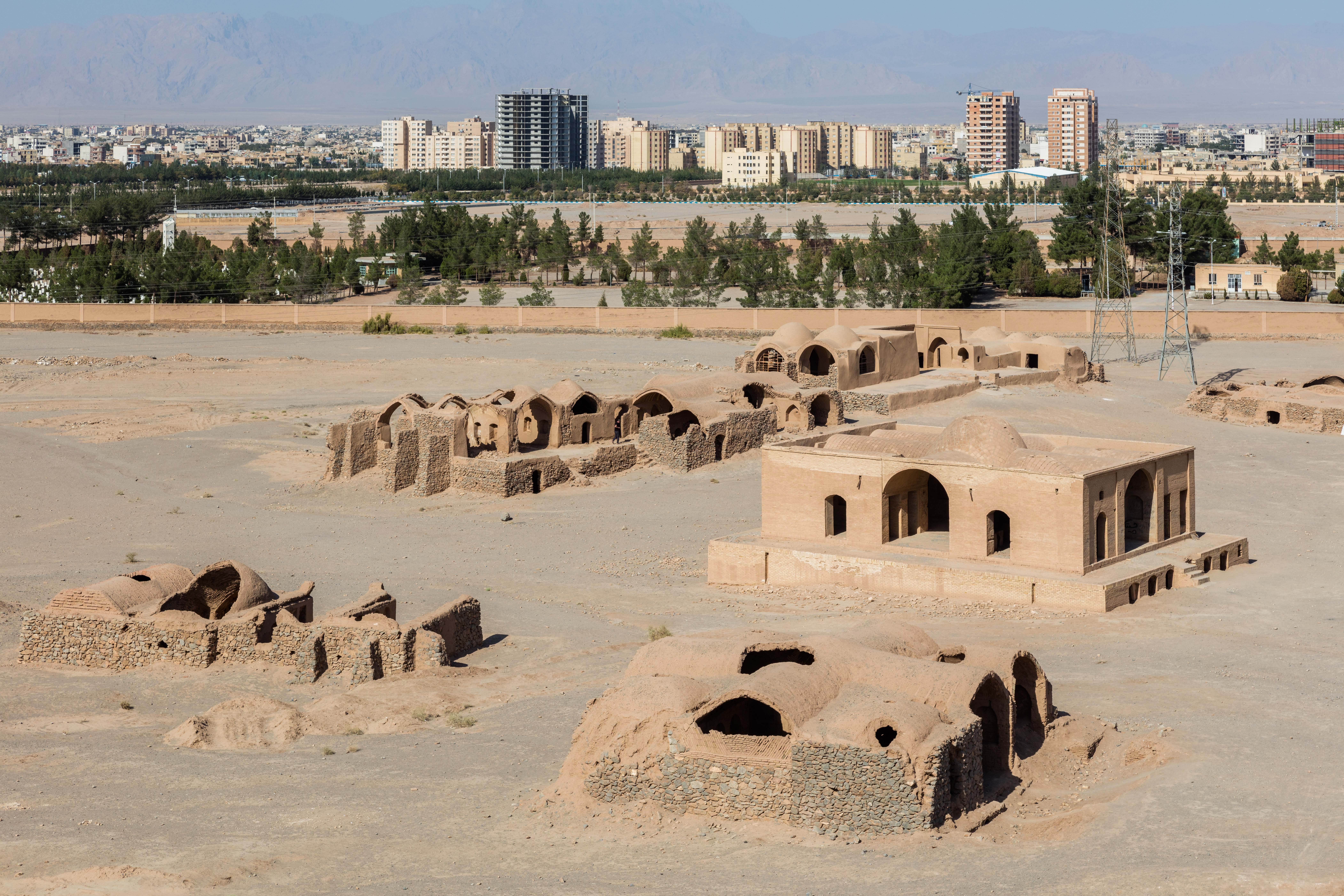
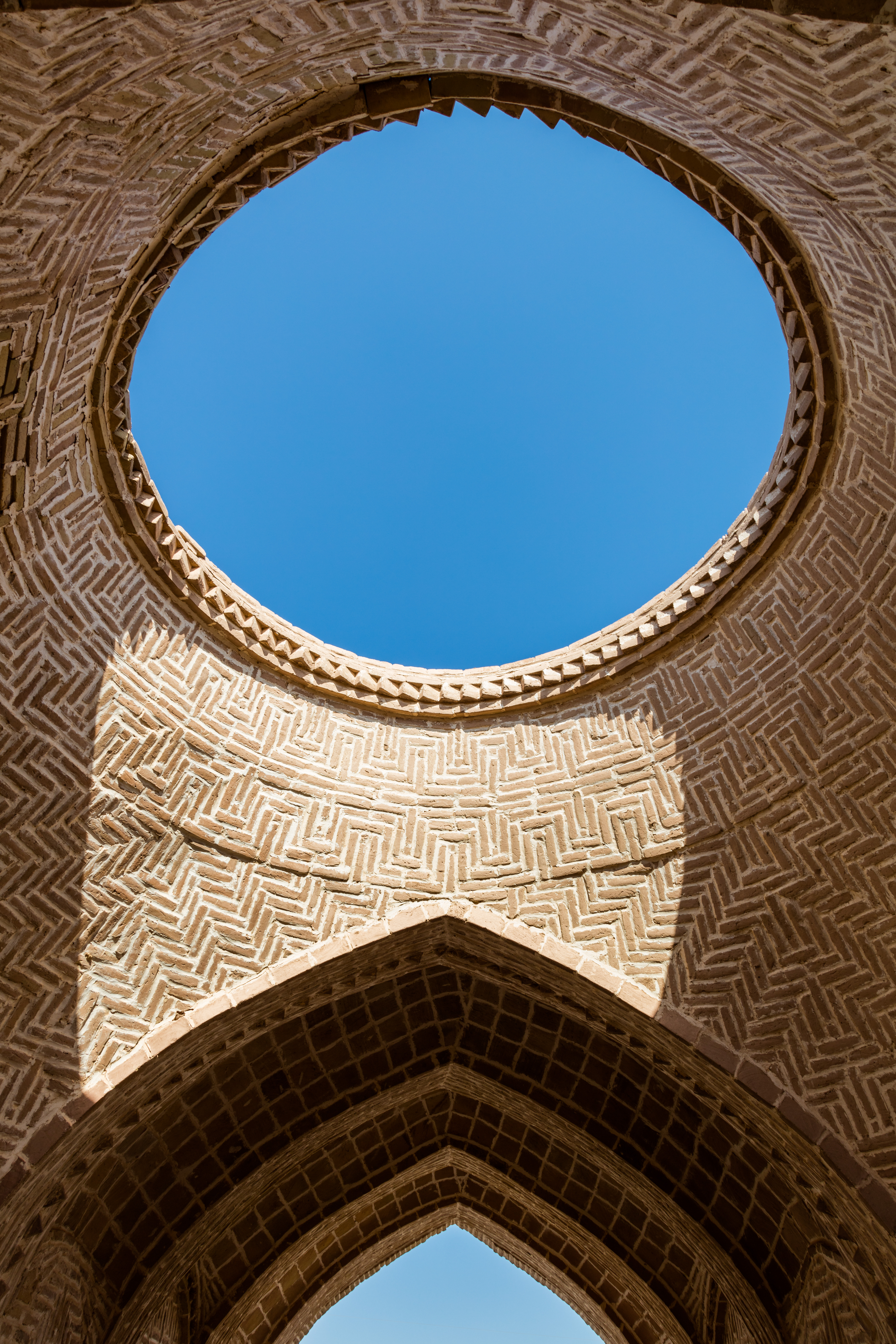
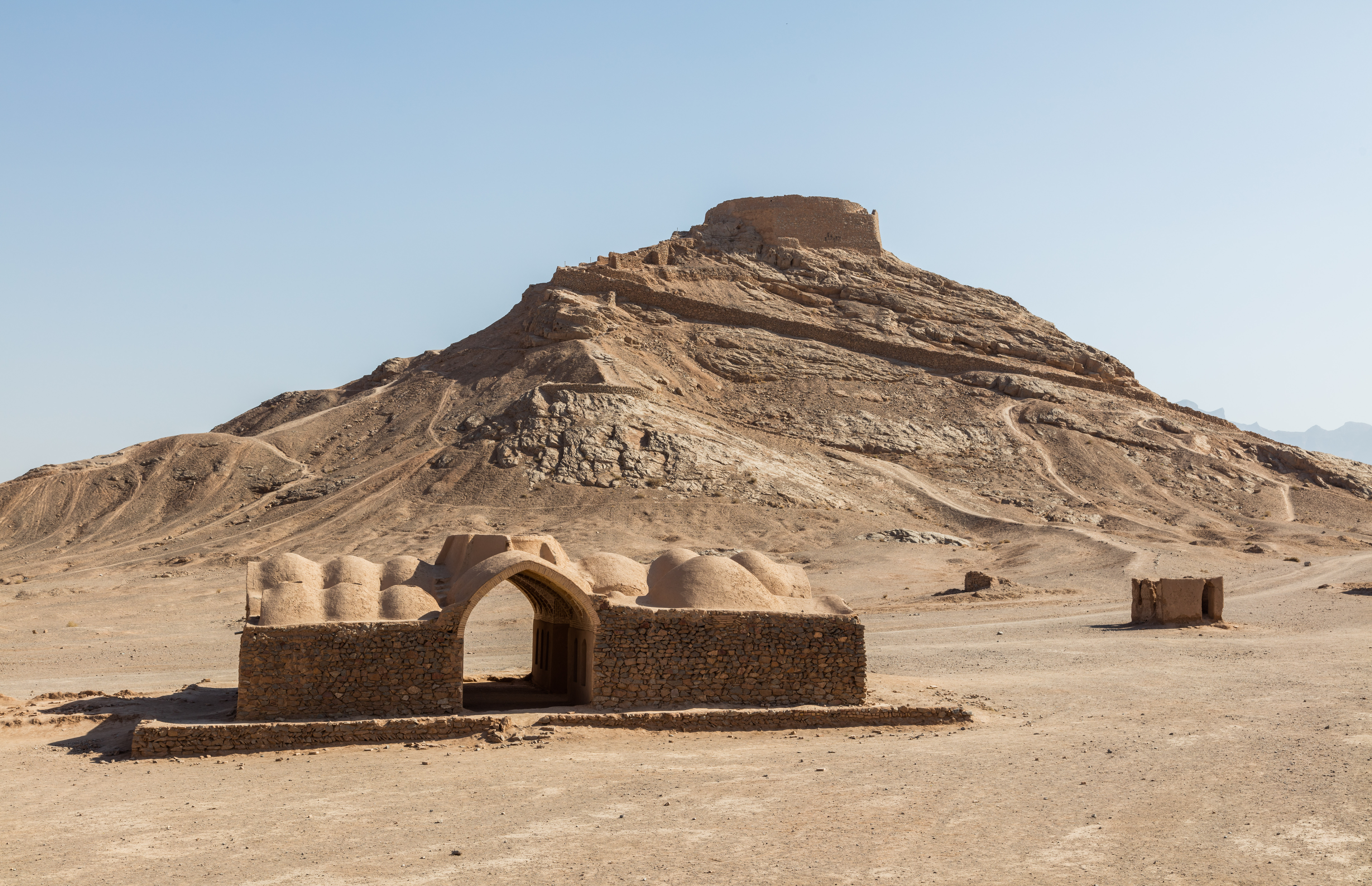
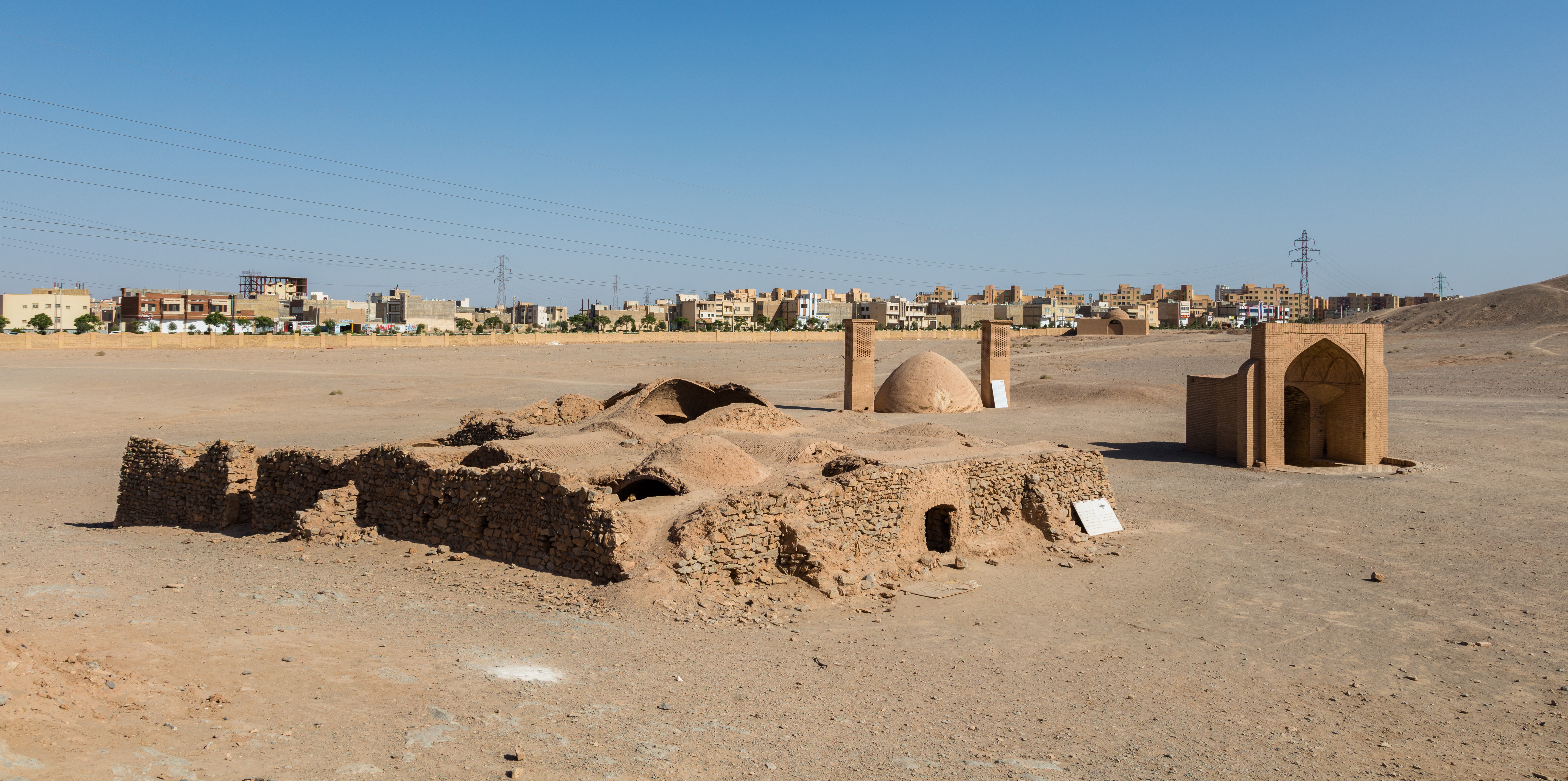